# جيرارد غريفين
جيرارد غريفين (18 أغسطس 1882 - 28 ديسمبر 1950) (بالإنجليزية: Gerard Griffin)‏ هو لاعب كريكت بريطاني (وحمل سابقاً جنسية المملكة المتحدة لبريطانيا العظمى وأيرلندا).

## وصلات خارجية
- جيرارد غريفين على موقع إي آس بي آن كريك إنفو (الإنجليزية)